# カゼッレ・ランディ
カゼッレ・ランディ（伊: Caselle Landi）は、イタリア共和国ロンバルディア州ローディ県にある、人口約1,500人の基礎自治体（コムーネ）。

## 地理

### 位置・広がり

#### 隣接コムーネ
隣接するコムーネは以下の通り。括弧内のPCはピアチェンツァ県所属を示す。
- カオルソ (PC)
- カステルヌオーヴォ・ボッカ・ダッダ
- コルノ・ジョーヴィネ
- コルノヴェッキオ
- メレーティ
- ピアチェンツァ (PC)
- サント・ステーファノ・ロディジャーノ

### 気候分類・地震分類
気候分類では、zona E, 2545 GGに分類される。
また、イタリアの地震リスク階級 (it) では、zona 3 (sismicità bassa) に分類される。

## 行政

### 分離集落
カゼッレ・ランディには、以下の分離集落（フラツィオーネ）がある。
- Bruzzelle, Gerrone, Mezzanino, Mezzanone